# Eutidemo I
Eutidemo I (sulle monete: ΒΑΣΙΛΕΩΣ ΕΥΘΥΔΗΜΟΥ; ... – 200/195 a.C.) è stato sovrano del regno greco-battriano dal 230 a.C. alla sua morte.
Prese il potere dopo avere rovesciato Diodoto II, difese il regno contro i tentativi di riconquista dei Seleucidi e, probabilmente, diede inizio alla penetrazione greca in India.

## Biografia
Eutidemo era forse originario di Magnesia; probabilmente era satrapo della Sogdiana e rovesciò Diodoto II divenendo sovrano del regno greco-battriano. Secondo Polibio l'ascesa al trono di Eutidemo avvenne nel 230 a.C. circa; Strabone, invece, collega la sua presa di potere con la guerra tra Antioco III e Molone di Media (223/221 a.C.).
Pare che l'estensione del regno di Eutidemo fosse rilevante: oltre alla Battria avrebbe regnato sulla Sogdiana e la Fergana a nord, sulla Margiana e sull'Aria a sud e a est.

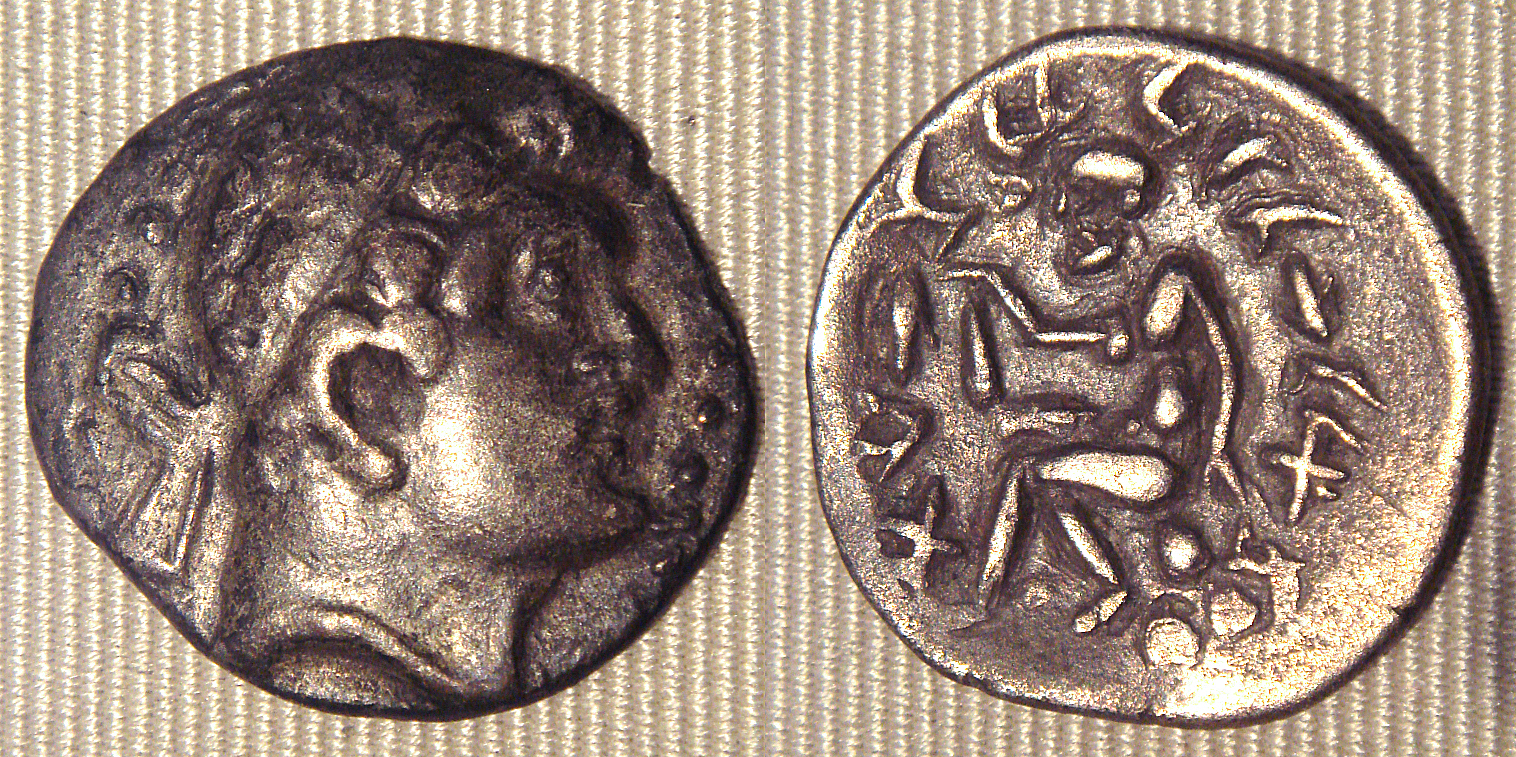
Moneta proveniente dalla Sogdiana e coniata a imitazione di monete di Eutidemo: indicherebbe che Eutidemo regnò sulla regione perdendola successivamente.

Attorno al 208 a.C. il sovrano seleucide Antioco III avanzò verso oriente per recuperare le satrapie che avevano dichiarato indipendenza decenni prima e si erano erette a regno dei Parti e a Regno greco-battriano, e che avevano resistito alla campagna di Seleuco II. A differenza del precedente tentativo, respinto dall'alleanza tra Arsace I e Diodoto II, il re dei Parti Arsace II ed Eutidemo non strinsero un'alleanza, in quanto i rapporti tra Parti e Greco-battriani si erano deteriorati enormemente. Antioco sconfisse Arsace II e avanzò contro Eutidemo, il quale tentò una prima difesa sulle rive del fiume Ario, il moderno Hari Rud: pur schierando 10.000 cavalieri perse la battaglia dell'Ario e fu costretto a ritirarsi nella città fortificata di Bactra, dove fu assediato da Antioco fino al 206 a.C. Secondo Polibio Eutidemo negoziò la pace con Antioco affermando di non essere un ribelle contro i Seleucidi, ma di avere strappato il regno del discendente di un ribelle e usurpatore (Diodoto II) e di proteggere l'Asia centrale dalle invasioni dei nomadi saci:
(Polibio, xi.34.)
Il sovrano seleucide decise di riconoscere Eutidemo e di stringere un'alleanza con lui, offrendogli di fare sposare il figlio Demetrio con una propria, e ricevendo in cambio cibo e tutti gli elefanti da guerra di Eutidemo.
Dopo l'allontanamento dell'esercito seleucide il regno greco-battriano ritornò rapidamente al proprio splendore.
La morte di Eutidemo è stimata attorno al 200/195 a.C.: i suoi ultimi anni di regno devono dunque avere visto l'inizio della penetrazione greco-battriana in India, completata dal figlio e successore Demetrio I.

## Monetazione
Esistono molte monete di Eutidemo, che ne seguono l'invecchiamento raffigurandolo come un giovane, un uomo di mezza età e come un anziano; le prime monete in argento, stilisticamente inferiori, furono coniate in più zecche, e mostravano al rovescio un bordo composto da puntini, mentre le seconde, stilisticamente migliori, provengono da un'unica zecca. Eutidemo scelse Ercole come divinità posta al rovescio. Il semi-dio è raffigurato seduto su una pila di pietre, con la clava appoggiata su un'altra pila di pietre nelle prime monete; con il passare del tempo la clava fu spostata sul ginocchio e poi sul fianco di Ercole, e infine una pelle di leone fu posta sulla pila di rocce su cui è seduto l'eroe. L'assedio di Bactra è associato alla transizione tra la prima e la seconda serie. Eutidemo, infatti, dovette iniziare consolidare il lavoro delle zecche, e fece coniare un rarissimo ottodramma in oro, a commemorazione del fallito assedio e dell'indipendenza della Battria dai Seleucidi.
Una transizione simile avviene anche nella coniazione bronzea, che al dritto mostra la testa barbuta di Ercole e al rovescio un cavallo al galoppo con il nome del re. I primi tipi sono simili alla monetazione dei Diodoti, con un tondello molto spesso e sprovvisti di segni di zecca. Successivamente i tondelli diventano più piccoli e più rotondi e compare il segno di zecca tipico della seconda fase della monetazione in argento. Una serie presenta persino un'ancora; si tratta del simbolo dell'Impero seleucide, e dunque è ricondotta a breve periodo in cui, dopo il fallito assedio a Bactra, Eutidemo riconobbe l'Impero seleucide.
L'effigie di Eutidemo compare anche in almeno tre serie commemorative di sovrani successivi, Agatocle, Antimaco I e una serie anonima.